# Тенпјо џинго
Тенпјо џинго (天平神護) је јапанска ера (ненко) која је наступила после Тенпјо хоџи и пре Џинго кеиун ере. Временски је трајала од јануара 765. до августа 767. године и припадала је Нара периоду. Владајући монарх била је царица Шотоку, иста жена која је раније владала државом као царица Кокен.

## Важнији догађаји Тенпјо џинго ере
- 765. (Тенпјо џинго 1): Дворски удаиџин, Фуџивара но Тојонари, умире у 62 години.[3]
- 765. (Тенпјо џинго 1, други месец): Царица унапређује будистичког свештеника Докјоа на позицију Даиџо-даиџина.[3]
- 766. (Тенпјо џинго 2, први месец): Фуџивара но Матате постаје нови удаиџин, док позицију даинагона добија Киби но Макиби.[3]